# Charlevoix-Est
Charlevoix-Est – regionalna gmina hrabstwa (MRC) w regionie administracyjnym Capitale-Nationale prowincji Quebec, w Kanadzie. Stolicą jest miasto Clermont. Składa się z 9 gmin: 2 miast, 4 gmin, 1 parafii i 2 terytoriów niezorganizowanych.
Charlevoix-Est ma 16 240 mieszkańców. Język francuski jest językiem ojczystym dla 99,2%, angielski dla 0,5% mieszkańców (2011).